# Hrestač
Hrestač je balet v dveh dejanjih (treh slikah) in je plesna uspešnica vse od njegove krstne izvedbe. Narejen je po pripovedki E.T.A. Hoffmanna, glasbo pa je napisal Peter Iljič Čajkovski, ki je najprej napisal samo orkestralno suito, leto dni pred svojo smrtjo pa je pripravil tudi verzijo za celovečerni balet. Koreografijo je pripravil Lev Ivanov, libreto pa je napisal Marius Petipa. Prvič je bil uprizorjen 18. decembra 1892. Balet je posebej primeren za uprizarjanje v božičnem in novoletnem času, saj je fantazijska zgodba o Mišjemu kralju in doživetjih v svetu slaščic imenitna predstava za otroke in mladino, hkrati pa tudi posladek za ljubitelje klasičnega baleta. Balet Hrestač je dokaz, da je znal navadno otožni Čajkovski pisati tudi ljubko in očarljivo glasbo, primerljivo z Mozartovo.
V Londonu ga je imenitno predstavil Rudolf Nurejev, v New Yorku pa je že leta 1954 pripravil izvirno predstavo George Balanchine in do leta 1970 so ga igrali kar petstokrat.
V Sloveniji je bil prvič uprizorjen leta 1979 v Operi Ljubljanska Drama. 

## Vsebina
Ko se zastor dvigne, zagledamo družino Stahlbaum med božičnim praznovanjem. Doraščajoča hči Klara, mali brat Fritz in njuna starša praznujejo s prijatelji, ko vstopi skrivnostni boter Drosselmeyer. S seboj prinese veliko vrečo daril za otroke. Vsi otroci so srečni, izjema pa je Klara, ki ni dobila darila. Nato Herr Drosselmeyer pokaže tri plesalke, ki so lutke v naravni človeški velikosti: vsaka odpleše en ples. Ko so plesi končani, se Klara približa Drosselmeyerju in ga prosi za darilo. Žal, možaku je zmanjkalo daril, zato steče Klara v materino naročje in se zjoče.
Drosselmeyer nato naredi Hrestača, leseno lutko vojaka, ki lahko z usti tre orehe. Klara je vesela, Fritz pa je ljubosumen in zlomi lutko, a boter jo spet popravi. Zabava se konča, družina gre spat, Klaro pa skrbi za Hrestača in gre ponovno k božičnemu drevesu, da bi ga videla. Zaspi s Hrestačem v naročju. Ko ura odbije polnoč, Klara zasliši mišje glasove. Zbudi se in hoče zbežati, vendar jo miši ustavijo. Hrestač jo s svojo vojsko brani, Mišji kralj pa vodi miši v boj. Ko Mišji  kralj zabode Hrestača, vrže Klara vanj čevelj in miš pogine. Ostale miši se umaknejo in s seboj vzamejo svojega vodjo. Klara joka za svojim mrtvim Hrestačem, njene solze pa ga obudijo v življenje. Oba zaplešeta, Hrestač pa se spremeni v princa in jo odpelje v deželo Sladkorne vile, kjer ju pozdravljajo plešoče snežinke. Prebivalci dežele plešejo zanju, Klara pa se zbudi pod božičnim drevesom s Hrestačem v naročju.